# Szakács Eszter (színművész)
Szakács Eszter (Érsekújvár, 1942. január 14. – Budapest, 2014. március 20.) Jászai Mari-díjas magyar színésznő.

## Életpályája
Szülei Szakács Rudolf és Korponay Ilona voltak. A Színház- és Filmművészeti Főiskolán 1966-ban végzett, majd számos vidéki színház tagja volt. Életében sorsdöntő jelentőségű volt Ruszt Józseffel való találkozása Kecskeméten 1973-ban, ezek után több vidéki városban, Szegeden, Zalaegerszegen és Budapesten is dolgozott a rendezővel.
A Csokonai Színházban három évadot töltött. 1970–1972 között a Veszprémi Petőfi Színház, 1972–73-ban a Szegedi Nemzeti Színház, 1973–1979 között a Kecskeméti Katona József Színház, 1977-ben a Mafilm, 1980–1985 között a Népszínház, 1985–1988 között a zalaegerszegi Hevesi Sándor Színház, 1988-ban ismét a Szegedi Nemzeti Színház tagja, 1989-től szabadfoglalkozású színésznő, majd 2001-ig ismét a Veszprémi Petőfi Színház tagja volt. Szerepelt filmen és több tévéjátékban is.
1989-ben visszavonult, utána csak néhány kisebb szerepben lehetett látni a Budapesti Kamaraszínházban, többek között García Lorca Bernarda Alba háza című drámájában Maria Josefaként. A színésznőt a szélesebb közönség is megismerhette: emlékezetes marad a Vámos László rendezte Bánk bán című opera tévéváltozatában nyújtott Melinda-alakítása, valamint játszott a Hahó, Öcsi! című, Palásthy György rendezte filmben is.
Jellegzetes vörös hajzuhataga, mély zengő hangja, királynői termete a tragikus sorsú szerepekre predesztinálta. Emlékezetes a Hamletben Gertrudként, a Don Carlos Eboli hercegnőjeként, mint Nasztaszja Filippovna A félkegyelműben vagy Brecht Kurázsi mama című darabjának címszerepében.

## Színházi szerepei
A Színházi Adattárban regisztrált bemutatóinak száma: 105.
- Molière: Tudós nők....Philaminte
- Cousin: Fekete opera....Mrs. Stanfield; Árnyalak; Fehér lány
- Arthur Miller: A salemi boszorkányok....Rebecca Nurse
- Tőkei–Garai–Szerdahelyi: A krétakör....Csang asszony
- Katona József: Bánk bán....Gertrudis
- Kodály Zoltán: Háry János....Estrella bárónő
- Madách Imre: Az ember tragédiája....
- Visnyevszkij: Optimista tragédia....Komisszárnő
- Barillet–Grédy: A kaktusz virága....Antonia
- Gáspár Margit: Ha elmondod, letagadom!....Viki
- Gyárfás Miklós: Lángeszű szerelmesek....Magda
- Eugene O’Neill: Amerikai Elektra....Hazel Niles
- Trenyov: Ljubov Jarovája....Ljubov Jarovája
- Sós György: Kárász Márton esete Kérész Klárival....Kérész Klári
- Mrozek: Bűbájos éj....A harmadik
- Mrozek: Ohey Péter mártíromsága....Oheyék nagylánya
- Shakespeare: Lear király....Goneril
- Molnár Géza: Anna-ünnep....Botár Anna
- Jókai Anna: Fejünk felől a tetőt....Eszter
- Danek: Negyven gazfickó meg egy maszületett bárány....Hercegnő; Királynő
- Illyés Gyula: Malom a Séden....Vali
- Molnár Géza: Vasárnap mindig esik az eső....Vinca Edina
- Szigligeti Ede: A trónkereső....Rózsa
- Szophoklész: Oidipusz király Oidipusz Kolonoszban Antigoné....Antigoné
- Tabi László: Enyhítő körülmény....Klára
- Victor Hugo: A királyasszony lovagja (Ruy Blas)....Neuburgi Mária
- Kós Károly: István király /Az országépítő/....Iréné
- Csurka István: Döglött aknák....Zsóka
- Cocteau: Az írógép....Margot
- Heltai Jenő: A néma levente....Zilia Duca
- Száraz György: Víztükör....Eszter
- Lunacsarszkij: A felszabadított Don Quijote....Maria Stella grófnő
- Shakespeare: A makrancos hölgy....Katalin
  - Troilus és Cressida....Cressida
- Kleist: Heilbronni Katica avagy a Tűzpróba....
- Darvas József: Szakadék....Klári
- O’Neill: Egy igazi úr....Sarah
- Tirso de Molina: A zöldnadrágos lovag....Dona Ines
- Schiller: Don Carlos....Eboli hercegnő
- Gorin: A gyújtogató....Klementina
- Shakespeare: János király....Constantia; Lady Faulconbridge
  - Rómeó és Júlia....Dajka
  - Téli rege....Hermione
- Beaumarchais: Figaro házassága....Rosina
- Solohov: Csendes Don....Akszinya
- Hernádi Gyula: Csillagszóró....Mária
- Friedrich Schiller: Stuart Mária....Erzsébet
- Ajtmatov–Muhamedzsanov: Fent a Fudzsijámán....Amvar
- Páskándi Géza: A rejtekhely....Marie-Claire
- Hacks: Lotte (Beszélgetés a Stein-házban a távollevő von Goethe úrról)....Charlotte von Stein
- Bertolt Brecht: Puntila úr és szolgája, Matti....Laina
- Synge: A nyugati világ bajnoka....Pegeen Flaherty
- Foster: I. Erzsébet....I. Erzsébet
- Sütő András: Káin és Ábel....Éva
- Dosztojevszkij: A félkegyelmű....Nasztaszja Filippovna
- Nemeskürty István: Szép ének a gyulai vitézekről, avagy a majdnemteljes igazság....Borbála
- John Steinbeck: Egerek és emberek....Curleyné
- Bréal: Tíz kiló arany....Edmée
- Páskándi Géza: Kálmán király....Eufémia királyné
- Priestley: Veszélyes forduló....Olwen Peel
- Ödön von Horváth: A végítélet napja....Leimgruberné
- Katajev: Bolond vasárnap....Vera Sznobkó
- Scribe: Egy pohár víz....A hercegnő
- Zilahy Lajos: Fatornyok....Klára
- Spiró György: Esti műsor....Bella
- Bergman: Fafestmény....
- Musatescu: Titanic keringő...Dacia
- Békés Pál: A kétbalkezes varázsló....Irma néni
- Friedrich Dürrenmatt: A fizikusok....Lina Rose
- Luigi Pirandello: IV. Henrik....Matilde Spina
- Brecht: Kurázsi mama és gyermekei....Kurázsi mama
- Csehov: Három nővér....Mása
- Földes–Jókai Mór: A kőszívű ember fiai....Plankenhorst Antoinette
- Liszt Ferenc: Liszt....
- Kemény–Kocsák: A zöld kakadu....Séverine
- Teleki László: Kegyenc....Júlia
- Lessing: Bölcs Náthán....Daja
- Williams: Üvegfigurák....Amanda Wingfield
- Móricz Zsigmond: Fortunátus....Drághffyné
- Goethe: Egmont....Klára anyja
- Petrusevszkaja: Zeneórák....Taisza Petrovna
- Ribakov: Az Arbat gyermekei....Sárok anyja
- Glowacki: Svábbogárvadászat....Anka
- Sántha József: A legnagyobb....Crescence
- Nield: Ali Baba és vagy negyven gengszter....
- Petőfi Sándor: Tigris és Hiéna....Predszláva
- Asztalos István: Gizella....Sarolt
- Henrik Ibsen: Peer Gynt....Aase
- O'Neill: Utazás az éjszakába....Mary Tyrone
- Shakespeare: Hamlet....Gertrud
- Molnár Ferenc: Olympia....Eugénia
- Farrel–Heller: Hová tűntél, Baby Jane?....Blanche Hudson
- Federico García Lorca: Don Perlimplín és Belisa szerelme a kertben....Marcolfa
- Williams: Az ifjúság édes madara....Kosmonopolis hercegnő
- Agatha Christie: Tíz kicsi néger....Mrs. Rogers
- Schmitt: Frédérick....Anya
- Baum: Óz, nagy varázsló....Gonosz boszorkány
- Örkény István: Macskajáték....Giza
- Choderlos de Laclos: Veszedelmes viszonyok....Rosemonde-né
- Anouilh: Médeia....A dajka
- García Lorca: Bernarda Alba háza....Josefa

## Filmjei
| - Egy magyar nábob (1966) - Egri csillagok I–II. (1968) - Szerelem (1971) - Hahó, Öcsi! (1971) - Kísérleti dramaturgia (1972) - Nappali fény (1974) - Labirintus (1976) - Riasztólövés (1977) - Apám néhány boldog éve (1977) - BUÉK! (1978) - Hogyan felejtsük el életünk legnagyobb szerelmét…? (1980) - Élve vagy halva (1980) - Majd holnap (1980) - Cserepek (1981) - Higgyetek nekem! (1985) - Hajnali háztetők (1986) - Isten veletek, barátaim (1987) - Video Blues (1992) - Fényérzékeny történet (1994) - A hetedik kör (2009) | - Fájó kritika (1965) - Gyilkosság a műteremben I–II. (1969) - Krisztina szerelmese (1969) - Levelek Margitnak (1969) - Húszévesek (1969) - Őrjárat az égen I–IV. (1970) - Holnap reggel (1970) - Tévedni isteni dolog (1970) - Vízimalom – Ballada szép vízimolnárnéról és az uraságról (1973) - Zenés TV Színház (1974) - A sas meg a sasfiók (1975) - Hungária Kávéház (1976) - Napforduló (1977) - Meztelenül (1978) - Családi kör (1980) - Brutus (1981) - Liszt Ferenc (1982) - A piac (1983), Nádháziné - Mint oldott kéve (1983), Kestnerné - Gyalogbéka (1985) - Hajnali párbeszéd (1986) - Gaudiopolis – In memoriam Sztehlo Gábor (1989) - Fehér kócsagok (1990) - Família Kft. (1992) - Kisváros (1998) |